# Ernesto il ribelle
Ernesto il ribelle (Ernest le rebelle) è un film del 1938 diretto da Christian-Jaque.